# Praia do Capri
A praia do Capri  é uma das praias localizadas no município de São Francisco do Sul, no estado brasileiro de Santa Catarina, sendo a mais isolada do centro da cidade, distante 19 km. O seu acesso é feito mediante a 6 km de estrada de chão e a mesma se localiza ao lado da Praia do Forte. As principais atrações da praia são passeios de iate e ruínas de um leprosário.